# Iargara
Iargara (alemán: Jargara) es una villa de la República de Moldavia ubicada en el distrito de Leova.
En 2004 la villa tiene 4384 habitantes, de los cuales el 72,15% son étnicamente rumanos-moldavos, el 14,66% búlgaros y el 5,63% rusos. Es pedanía de la villa la pequeña localidad de Meșeni, de 62 habitantes en 2004.
Fue fundada en 1902 como poblado ferroviario de la línea Basarabeasca-Prut.
Se sitúa en el sur del distrito en el límite con el distrito de Cantemir, junto al cruce de las carreteras 46 y 47.